# لیویلا
لیویلا (حدود ۱۳ پیش از میلاد – ۳۱ میلادی) تنها دختر نرون کلودیوس دروسوس و آنتونیای کوچک و خواهر امپراتور روم، کلودیوس ژنرال ژرمنیکوس ژولیوس سزار و بنابراین عمه امپراتور کالیگولا و عمه مادر امپراتور نرون و همچنین برادرزاده و عروس تیبریوس بود. وی بعد از ژرمنیکوس و پیش از کلودیوس به دنیا آمد. نام وی را از مادربزرگش، همسر آگوستوس، لیویا دروسیلا، برگرفتند و معمولاً با نام مستعار خانوادگی‌اش، لیویلا («لیویای کوچک»)، شناخته می‌شود.

## تصویرسازی مدرن
لیویلا در سه سریال تلویزیونی درباره آن دوره به تصویر کشیده شده است. در سریال تلویزیونی بریتانیایی «سزارها» محصول ۱۹۶۸، سوزان فارمر نقش او را بازی کرد.
در سریال تلویزیونی اقتباسی بی‌بی‌سی در سال ۱۹۷۶ از «من، کلودیوس» نقش او را پاتریشیا کوئین بازی کرد. در آن برنامه، او با آگریپا پوستوموس رابطه دارد، اما لیویا او را متقاعد می‌کند که برای او به جرم تجاوز پاپوش درست کند و این منجر به تبعید او می‌شود. او دروسوس را با کمک سژانوس به قتل می‌رساند و همچنین با او نقشه قتل تیبریوس را می‌کشد، اما مادرش مدارک را پیدا می‌کند و از طریق کلودیوس برای تیبریوس می‌فرستد. او همچنین معتقد است که لیویلا به دلیل ایستادن سر راهش، سعی در قتل دخترش دارد. سپس لیویلا توسط مادرش در اتاقی حبس می‌شود و مادرش می‌گوید لیویلا تا زمانی که نمرده است، آنجا را ترک نخواهد کرد.
در مینی سریال بعد از میلاد محصول ۱۹۸۵، سوزان ساراندون نقش او را بازی کرد.